# Cathy Ross
Pour les articles homonymes, voir Ross.
Cathy Ross, née le 19 novembre 1967 à New Westminster, est une joueuse canadienne de soccer évoluant au poste de défenseur.

## Carrière
Cathy Ross fait partie du premier groupe convoqué en équipe du Canada féminine en juillet 1986. 
Elle compte 34 sélections et 3 buts en équipe du Canada entre 1986 et 1995. 
Elle reçoit sa première sélection le 7 juillet 1986, contre les États-Unis (défaite 0-2). Elle inscrit son premier but international le 3 juin 1988, contre la Côte d'Ivoire (victoire 6-0) lors du Tournoi international féminin de 1988, où le Canada est quart de finaliste. 
Deuxième du championnat féminin de la CONCACAF 1991, elle fait partie du groupe canadien participant à la Coupe du monde féminine de football 1995 en Suède. Elle obtient sa dernière sélection sous le maillot canadien lors de ce Mondial, le 10 juin 1995, contre la Norvège (défaite 0-8), à l'occasion du dernier match de poule